# Illa Nei Lingding
L'illa Nei Lingding o de Lintin (en xinès: 内伶仃岛; Nei Lingding Dao, literalment «illa interna Lingding»） és una petita illa de la Xina localitzada a l'estuari del riu Perla, a la província de Guangdong. Tot i que es troba més a prop de la costa oriental de l'estuari (Hong Kong i Shenzhen), administrativament forma part de la ciutat-prefectura de Zhuhai, el principal centre administratiu de la qual es troba a la riba oest del riu.

## Història

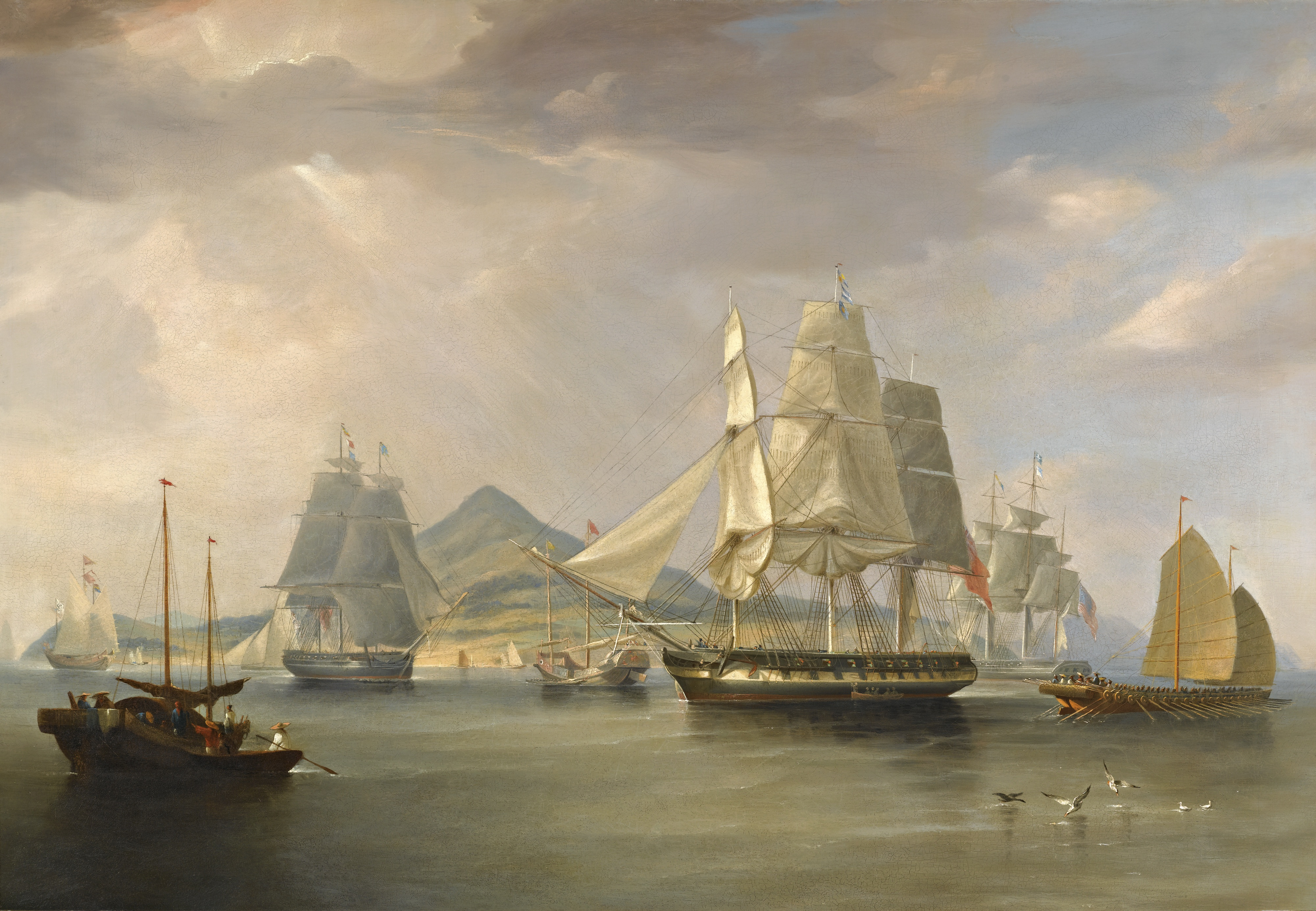
Vaixells carregats d'opi a Lintin el 1824, per William John Huggins.

Quan l'explorador portuguès Jorge Álvares desembarcà el maig de 1513 a l'illa Nei Lingding, coneguda en les primeres fonts europees com a illa de Lintin, significà l'arribada del primer vaixell conegut amb bandera europea per fondejar a la costa de la Xina.
A principis del segle xix, l'illa Nei Lingding fou anomenada l'«ancoratge exterior» pels vaixells europeus que viatjaven a Guangzhou. Havien de parar a l'illa perquè inspeccionessin la càrrega els funcionaris de duanes xinesos estacionats a l'illa, alhora que havien de pagar els drets duaners. Quan el 1821 el govern xinès prohibí la importació d'opi als ports del país, Nei Lingding es convertí en una base pels traficants de drogues, en què vells vaixells atrotinats, ancorats prop de l'illa, serviren com a magatzem i dipòsits, on l'opi importat tornava a carregar-se en bots més petits que s'introduïen de contraban a Guangzhou i altres ports. Des de la dècada de 1830 i fins a la conquesta de Hong Kong durant la dècada de 1840, l'illa Nei Lingding fou la base principal pels comerciants britànics a la zona del delta del riu Perla.

## Reserva natural
Des de 1984, una part de l'illa forma la «Reserva Natural de l'illa Neilingding i Futian (福田)». La reserva ocupa 7,8 km², incloent 4,5 km² de superfície terrestre i 3,0 km² de manglar, i fou creat per protegir a uns 300 macacos i altres animals, com pangolins i pitons.